# Pítia
A pítia (em grego: Πυθία, transl. Pythía) ou pitonisa (serpente) era a sacerdotisa do templo de Apolo, em Delfos, Antiga Grécia, situado nas encostas do monte Parnaso. A pítia era amplamente renomada por suas profecias, inspiradas por Apolo. O oráculo délfico foi fundado no século VIII a.C., e sua última resposta registrada ocorreu em 393 d.C., quando o imperador romano Teodósio ordenou que os templos pagãos encerrassem suas operações. Até então o oráculo de Delfos era tido um dos mais prestigiosos e fiáveis oráculos do mundo grego.
O nome 'Pítia' vem de Pytho (cujo significado é serpente), o nome original de Delfos na mitologia. Os gregos derivaram este topônimo do verbo pythein (πύθειν, "serpente"), assim denominado por causa da sacerdotisa, a Pítia, que nele profetizava os oráculos.
Para se tornar dono do oráculo, a mitologia grega apresenta Apolo matando a serpente Píton, que havia sido mandada pela deusa Hera para perseguir a deusa Leto.
Um ponto de vista comum a seu respeito afirmava que a pítia apresentava seus oráculos durante um estado de frenesi causado por vapores que subiam de uma fenda no rochedo sobre o qual o templo havia sido construído, e que ela falava coisas aparentemente sem sentido que eram consideradas pelos sacerdotes do templo como enigmáticas profecias, preservadas na literatura grega.
Este quadro foi questionado por acadêmicos como Joseph Fontenrose e Lisa Maurizio, que argumentam que as fontes antigas representam de maneira uniforme uma pitonisa que fala de maneira inteligível, e faz profecias com sua própria voz. Investigações geológicas recentes mostraram que emissões de gás vindas de uma fenda geológica no solo local poderiam estar relacionadas ao oráculo de Delfos; alguns pesquisadores sugeriram a possibilidade de que o gás etileno causasse o estado de 'inspiração' da pítia. Outros argumentaram que o gás expelido poderia ser o metano, ou CO2 e sulfeto de hidrogênio (H2S), e que a fenda em si seria resultado de uma ruptura sísmica no solo.
O oráculo é uma das instituições religiosas mais bem documentadas do mundo clássico grego. Entre os escritores que o mencionaram estão Heródoto, Tucídides, Eurípides, Sófocles, Platão, Aristóteles, Píndaro, Ésquilo, Xenofonte, Diodoro, Estrabão, Pausânias, Plutarco, Lívio, Justino, Ovídio, Lucano, Juliano, o Apóstata e Clemente de Alexandria. Na cultura judaico-cristã antiga o pitonismo é citado como motivo para execução por apedrejamento.